# Championnat des Émirats arabes unis de football 1974-1975
Navigation
Saison suivante Saison suivante
La saison 1974-1975 du Championnat des Émirats arabes unis de football est la deuxième édition du championnat national de première division aux Émirats arabes unis. Six équipes sont regroupées au sein d'une poule unique où elles s'affrontent deux fois, à domicile et à l'extérieur. En fin de saison, pour permettre l'élargissement de la compétition à 10 équipes, il n'y a aucun club relégué et quatre nouvelles formations sont promues parmi l'élite.
C'est le club d'Al Ahly Dubaï qui remporte la compétition, après avoir terminé en tête du classement final, avec quatre points d'avance sur le tenant du titre Sharjah SC (ex-Al-Orouba) et cinq sur Al Nasr Dubaï. C'est le tout premier titre de champion des Émirats arabes unis de l'histoire du club, qui réussit même le doublé en remportant la première Coupe des Émirats arabes unis, après avoir battu Al Nasr Dubaï en finale.

## Les clubs participants
| - Sharjah SC - Oman Club - Al Ahly Dubaï | - Al Nasr Dubaï - Al Wasl Dubaï - Al-Wahda Club |

## Compétition

### Classement
Le classement est établi sur le barème de points classique (victoire à 2 points, match nul à 1, défaite à 0).
| Rang | Équipe            | Pts | J  | G | N | P | Bp | Bc | Diff |
| ---- | ----------------- | --- | -- | - | - | - | -- | -- | ---- |
| 1    | Al Ahly Dubaï (C) | 18  | 10 | 9 | 0 | 1 | 35 | 8  | +27  |
| 2    | Sharjah SC (T)    | 14  | 10 | 6 | 2 | 2 | 22 | 5  | +17  |
| 3    | Al Nasr Dubaï (P) | 13  | 10 | 6 | 1 | 3 | 29 | 9  | +20  |
| 4    | Al Wasl Dubaï (P) | 7   | 10 | 2 | 3 | 5 | 11 | 14 | -3   |
| 5    | Oman Club         | 7   | 10 | 2 | 3 | 5 | 11 | 20 | -9   |
| 6    | Al-Wahda Club (P) | 1   | 10 | 0 | 1 | 9 | 4  | 56 | -52  |

|  | Champion des Émirats arabes unis 1974-1975                                                  |
|  | (T) : Tenant du titre (C) : Vainqueur de la Coupe des Émirats arabes unis (P) : Promu de D2 |

## Bilan de la saison
| Championnat des Émirats arabes unis de football 1974-1975                        |                           |
| Champion                                                                         | Al Ahly Dubaï (1er titre) |
| Coupes et trophées                                                               |                           |
| Vainqueur de la Coupe des Émirats arabes unis 1974-1975                          | Al Ahly Dubaï             |
| Promotions et relégations                                                        |                           |
| Promus en UAE Football League                                                    | Inconnus                  |
| Relégués en Championnat des Émirats arabes unis de football de deuxième division | Aucun                     |